# Список умерших в 1014 году

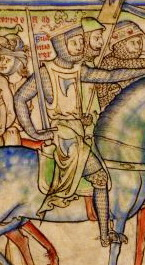
Свен I Вилобородый

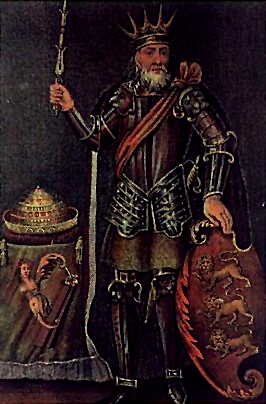
Бриан Бору

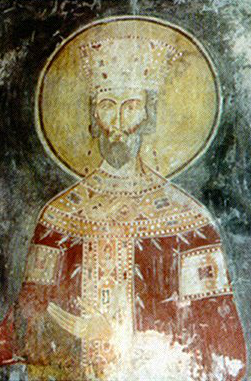
Баграт III

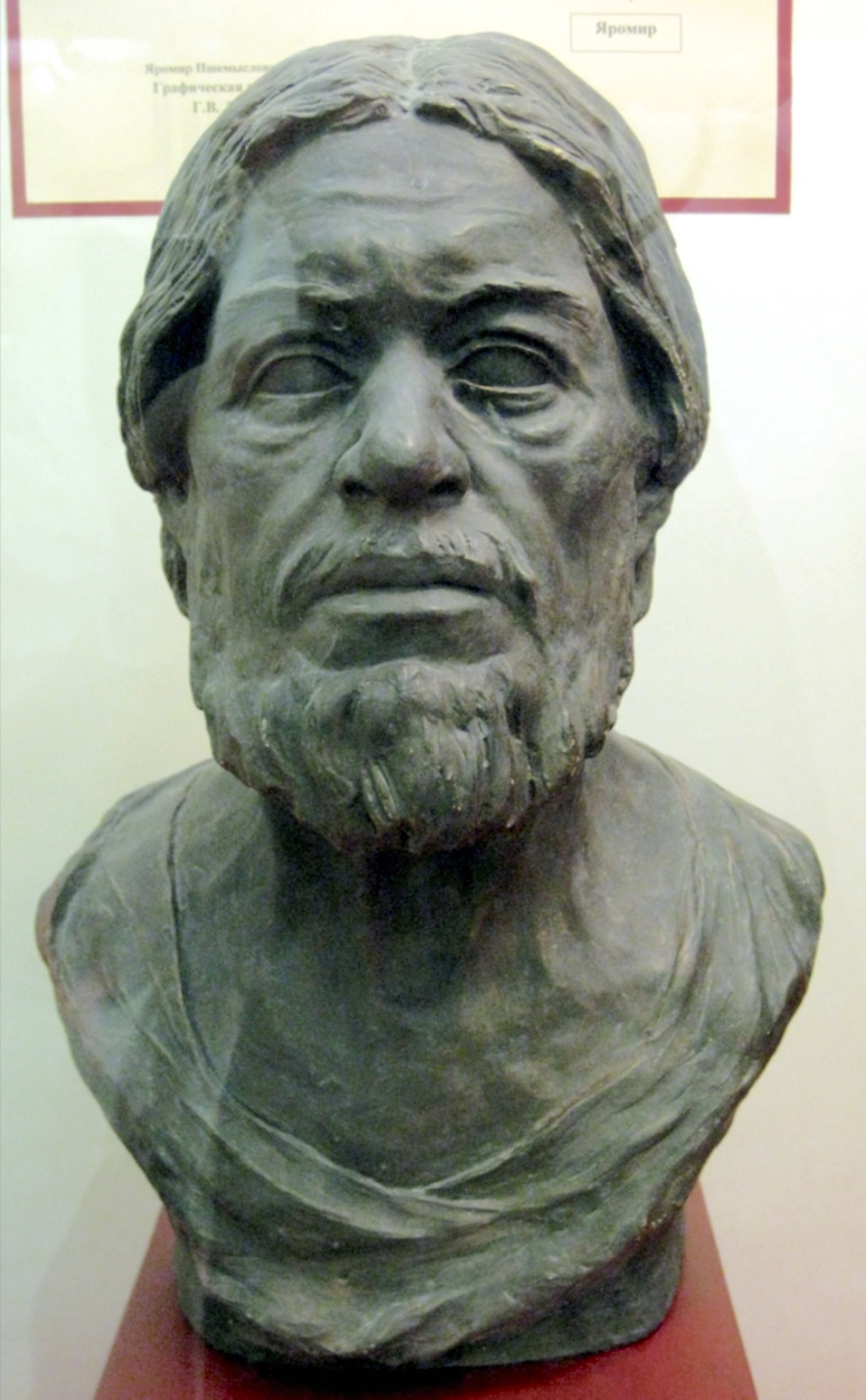
Самуил

В этой статье представлен список известных людей, умерших в 1014 году.
См. также: Категория:Умершие в 1014 году

## Февраль
- 3 февраля — Свен I Вилобородый — король Дании с 986 года, король Норвегии (986—995, с 1000), король Англии с 1013 года

## Апрель
- 23 апреля
  - Бриан Бору — король Мунстера (978—1014) и Верховный король Ирландии (High king of Ireland) (1002—1014), погиб в битве при Клонтарфе
  - Маэл Морда мак Мурхада — король Лейнстера (1003—1014);
  - Сигурд Хлодвирссон — ярл Оркни (ок.991—1014), погиб в битве при Клонтарфе

## Май
- 7 мая — Баграт III — царь Абхазии с 975 года, первый царь объединённой Грузии с 1008 года

## Июнь
- 23 июня — Гильдуин — епископ Лиможа (990—1014).
- 25 июня — Этельстан Этелинг[англ.] — старший сын короля Англии Этельреда II Неразумного, наследник престола (умер раньше отца).

## Октябрь
- 6 октября — Самуил — царь Болгарии с 980 года (971—980 управлял страной совместно с братьями), основатель династии Комитопули

## Ноябрь
- 11 ноября — Вернер фон Вальбек — маркграф Северной марки (1003—1009)

## Декабрь
- 31 декабря — Израиль Лиможский — августинский священник, поэт, святой христианской церкви[1].

## Дата неизвестна или требует уточнения
- Ансельмо I — маркграф Восточной Лигурии и Монферрато.
- Гуго III — граф Мэна с 980/992
- Мурасаки Сикибу — японская поэтесса и писательница.
- Оберто II — граф Луни, маркграф Милана, Генуи и Боббио.
- Пандульф II Старый — князь Беневенто с 981 года, князь Капуи с 1007 года
- Раджараджа I[англ.] — правитель Чолы с 985 года
- Аль-Хаким ан-Найсабури — хафиз, «шейх мухаддисов», критик, автор сборников хадисов и трудов по хадисоведению, представитель шафиитского мазхаба.